# Jan Chmelař (politik)
Jan Chmelař, též Johann Chmelarz nebo Chmelarž (14. července 1817 Prostějov – 29. září 1896 Nový Jičín), byl rakouský právník a politik české národnosti z Moravy; poslanec Moravského zemského sněmu.

## Biografie
Byl synem prostějovského měšťana Františka (Franze) Chmelaře. Vystudoval gymnázium v Olomouci. Věnoval se pak justiční službě. Po dokončení studií v roce 1839 nastoupil k magistrátu v Prostějově. Pak byl přeložen jako auskultant ke kolegiálnímu soudu v Rzeszowě. Po reformě státní správy byl roku 1850 ustanoven subsitutem státního návladního ve Vyškově. Roku 1852 se jeho manželkou stala Marie Kroutilová (Maria Krautil) z Prostějova. Měli tři syny a dceru. Od roku 1855 byl státním návladním v Novém Jičíně a od roku 1864 v Olomouci. Od roku 1869 pracoval na zemském soudu v Brně. V roce 1871 byl jmenován prezidentem c. k. krajského soudu v Novém Jičíně, kde setrval do roku 1883, kdy odešel na penzi. Při příležitosti odchodu do penze mu byla udělena hodnost dvorního rady. V dubnu 1880 získal Řád železné koruny, čímž nabyl rytířský titul. Město Nový Jičín mu roku 1886 udělilo čestné občanství.
Zapojil se i do vysoké politiky. V doplňovacích zemských volbách 22. prosince 1865 se stal poslancem Moravského zemského sněmu, za kurii měst, obvod Prostějov. Na mandát rezignoval již v listopadu 1866. Byl orientován jako federalista (Moravská národní strana, staročeská). Jako státní úředník se ovšem koncem 60. let 19. století podílel na stíhání olomouckého listu Našinec.
Zemřel v září 1896 ve věku 80 let. Tělo mělo být převezeno k pohřbu do Prostějova.
Z jeho potomstva vynikl prostřední syn Eugen (1856–1945), který v rakousko-uherském námořnictvu dosáhl hodnosti admirála.